# Efebo de Maratón

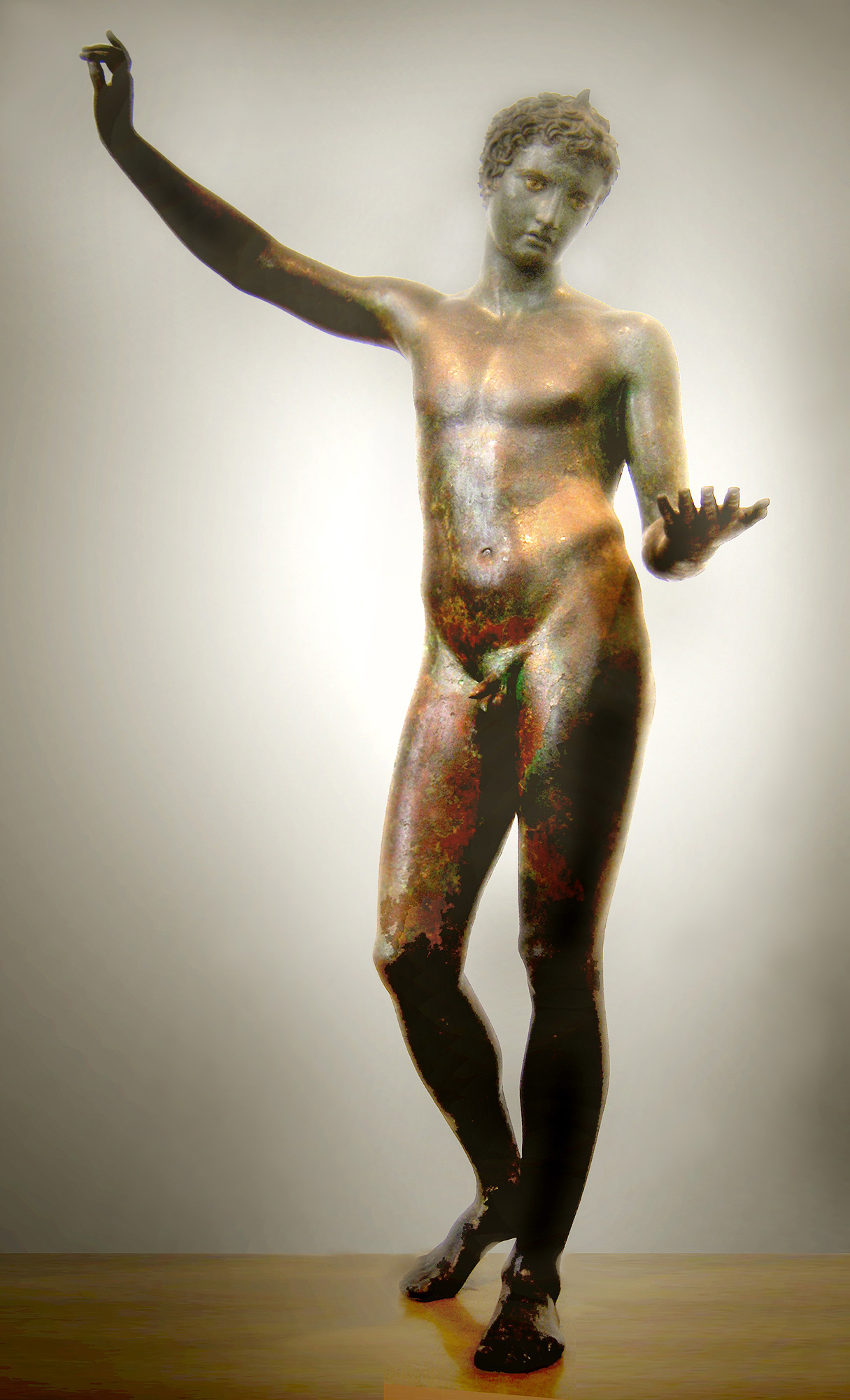
Efebo de Maratón.

El Efebo de Maratón es una escultura griega antigua encontrada en 1925 en el Mar Egeo, en la bahía de Maratón, de donde deriva su nombre. Se ha adscrito a la escultura griega del segundo clasicismo (siglo IV a. C.) En la actualidad se halla en el Museo Arqueológico Nacional de Atenas con el número de inventario X 15118. Se dató la escultura en fechas en torno a 325-300 a. C. Los expertos del Museo sugieren que la escultura en sí misma pudiera ser una joven representación de Hermes, aunque bien es cierto que no se halla en la pieza ni uno de los atributos típicos de esta deidad. No obstante, con su suave musculatura y su exagerado contrapposto el estilo da buena cuenta de una clara influencia de Praxíteles, siendo el Efebo de Maratón una de las obras más cercanas a este estilo. 

## Descubrimiento
La estatua fue sacada de las aguas en junio de 1925 en las redes de los pescadores que trabajaban en la bahía de Maratón, sin que pueda ser relacionada con un naufragio en particular. Una exploración realizada en 1976 por un equipo franco-británico no ha permitido identificar los restos del pecio en el lugar del descubrimiento. Es posible que la estatua simplemente adornase la villa de Herodes Ático que daba sobre la bahía. A raíz del surgimiento del buceo, el ser humano cuenta con la posibilidad de recuperar toda suerte de tesoros artísticos y arqueológicos que se han conservado bajo el mar a lo largo del tiempo. Otras piezas bien conocidas de características similares al Efebo de Maratón han sido recuperadas gracias a lo dicho anteriormente, especialmente de naufragios en el Mar Egeo y en el Mar Mediterráneo. De entre estas piezas destacan el Mecanismo de Antiquitera o el Efebo de Antiquitera, entre otras muchas. 

## Descripción

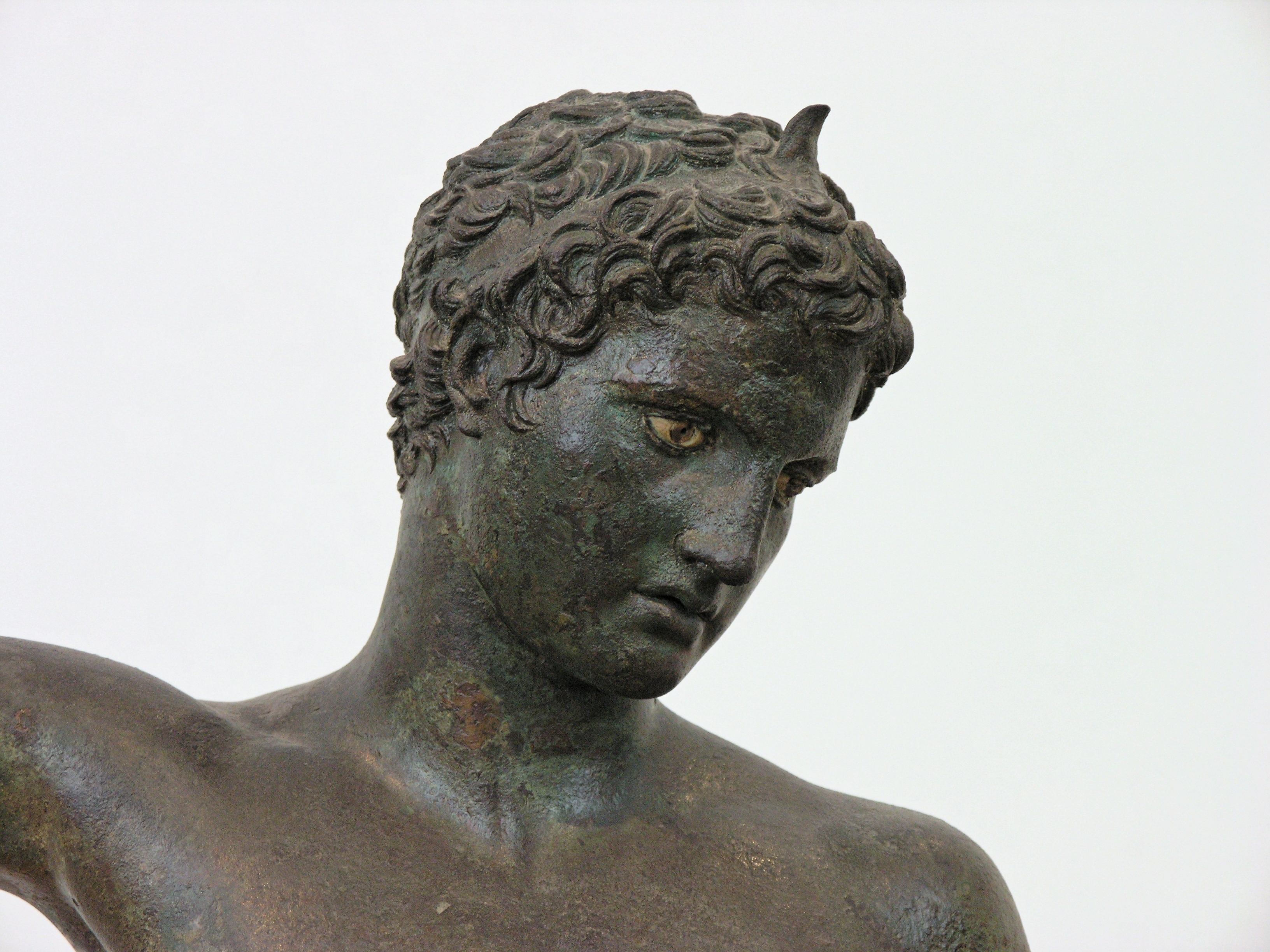
Detalle de la cabeza.

La estatua representa a un joven desnudo, de pie, de un tamaño de 1,3 metros. Su actitud es bastante compleja. Se apoya sobre la pierna izquierda. El pie de la pierna libre está detrás, apoyado en la punta, conforme a las reglas del contrapposto de Policleto. El balanceo de las caderas es, sin embargo, más pronunciada que en este último- saliente en los pectorales y bajo el abdomen — es menos marcado. La cabeza, inclinada hacia la izquierda, está rodeada de una banda a la que se ha añadido un adorno en forma de hoja o de corona. La mirada parece dirigirse hacia la mano izquierda, sino que de hecho flota en el vacío, más allá, como es común en las obras del segundo clasicismo. La estabilidad del conjunto está asegurada por una colada de plomo en el interior de la pierna izquierda. El canal de la colada es visible en el dedo pulgar del pie. Los restos del desgaste en las planta del pie y los tres primeros dedos también muestran que el plomo solo llevaba a la izquierda. La punta del pie derecho, desaparecido, ha sido restaurada en época moderna. El brazo derecho está doblado ligeramente elevado por encima de la cabeza, mientras que el brazo izquierdo está pegado a lo largo del tronco, el antebrazo doblado en ángulo recto. Un examen cuidadoso del bronce muestra que la mano derecha no sostiene nada y no está apoyada, tampoco el antebrazo derecho. Por otra parte, la palma de la mano izquierda tiene una ranura y el macho correspondiente que se conserva tiene trazos de plomo. La superficie interna del pulgar de la mano y el antebrazo izquierdo, presentan signos de aplanamiento que muestra que el efebo tenía un atributo de forma plana y larga de aproximadamente 20 cm, ya que llegaba hasta el hueco del codo. El trabajo del bronce fue particularmente cuidadoso: la unión de las distintas secciones es invisible, salvo en los brazos. Estos han sido añadidos en diferentes niveles, lo que ha hecho pensar que ambos habían sufrido restauraciones antiguas, o al menos su brazo izquierdo. Sin embargo, esto por sí mismo no es incompatible con las técnicas de fundición utilizadas en la época: la diferencia en la altura de la unión podría explicarse por la diferencia de la posición y el peso de cada brazo. En ausencia de un análisis técnico avanzado del bronce no es posible concluirlo con certeza. Los ojos están hechos de una piedra blanca en la que el iris está representado por un disco de pasta de vidrio de color amarillo claro. La pupila se ha perdido. Los ojos fueron insertados después de la adición de pestañas a lo largo del párpado. Los pezones son una incrustación de cobre puro.

## Interpretación

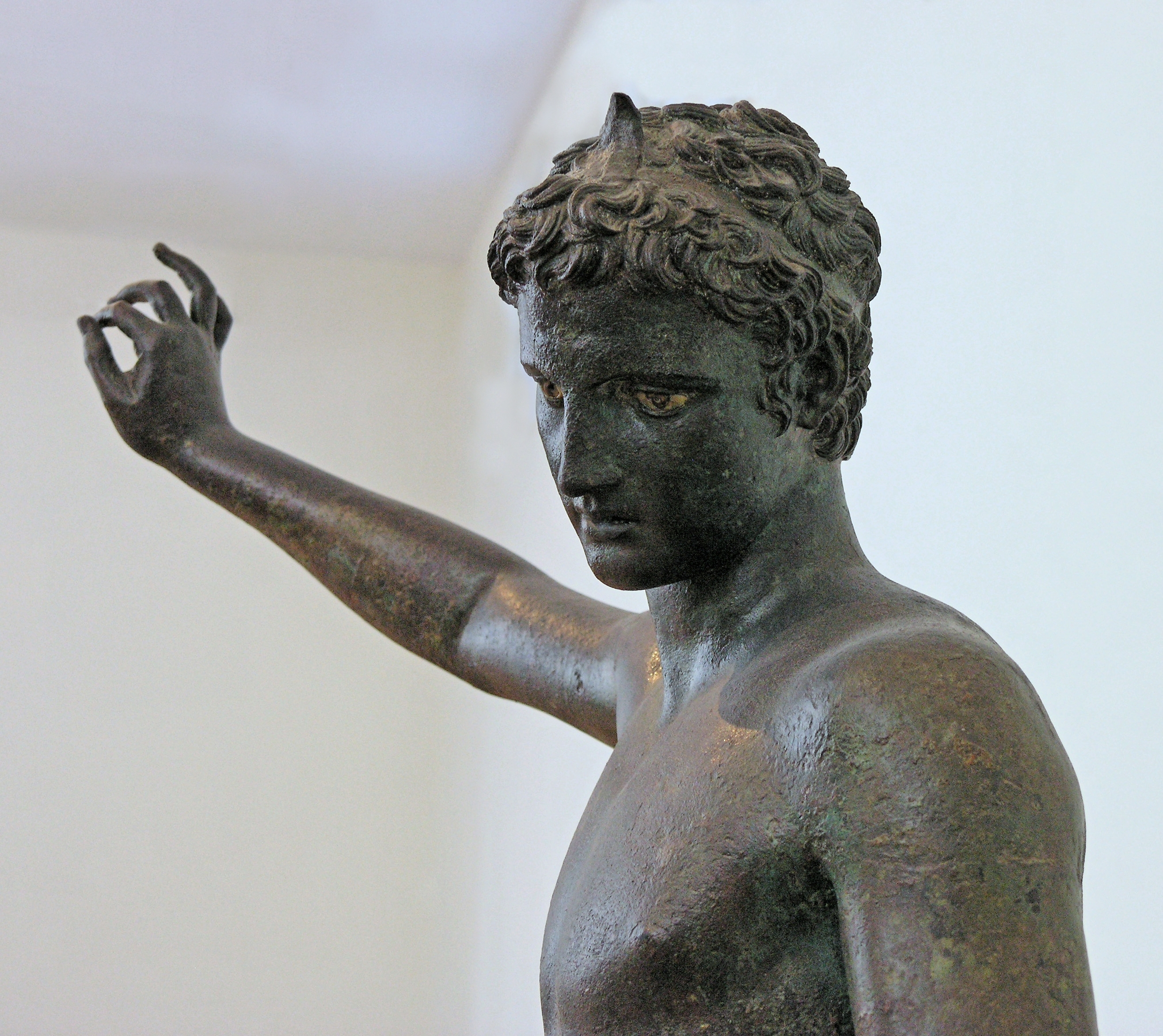
Detalle del efebo: gesto de la mano derecha.

La pose del efebo no ha sido bien comprendida. No es muy diferente de la de los atletas vertedores de aceite o del tipo del Sátiro escanciador, pero la posición de la mano derecha impide ver un gesto de copero. También se sugirió que el efebo tenía una peonza o un yo-yo, juguetes cuya existencia está bien documentada en la Antigua Grecia, pero la ausencia de marcas de contacto en los dedos contradice estas hipótesis. La aproximación de los dedos pulgar e índice en realidad podría significar que los chasquea. Es tentador ver un vínculo entre el gesto de la mano izquierda y el de la derecha: el efebo podría entretener a un recién nacido que llevaba en el brazo izquierdo, como lo hace el Hermes con el niño Dioniso o el gallo (un regalo pederástico tradicional). Si el efebo fuera un Hermes podría llevar una tortuga:el Himno homérico dedicado al dios describe su alegría cuando descubre la tortuga, con la cual hará su primera lira. Se conocen estatuillas de bronce de época romana, donde el dios sostiene una tortuga en la palma de su mano izquierda. La posición del brazo izquierdo, estirado, hace estas reconstrucciones poco verosímiles. Sin embargo, el brazo podría haber sido reelaborado en un período posterior: los conservadores sugieren que fue transformado en un soporte de lámpara. Sin embargo, si la posición del brazo es la original, podría tener una bandeja en la mano izquierda, cuyo contenido descubre levantando una tela con la mano derecha. Este tipo de representación se encuentra en lecitos funerarios de fondo blanco: si a esto añadimos el hecho de que Maratón albergó una guarnición de efebos, la estatua podría ser un monumento efébico votivo. El adorno de la frente sujeto por una cinta es una flor. Se encuentra este tipo de adornos en otras esculturas y vasos pintados. En forma de una flor de loto, es en la época ptolemaica un atributo de Hermes Parammôn. Interpretada como la cinta de un atleta victorioso, dicha cinta podría significar que la estatua decoraba una palestra. Sin embargo, también se encuentran cintas en contextos no deportivos, por ejemplo, en los relieves funerarios de niños demasiado jóvenes para ser atletas.

## Atribución

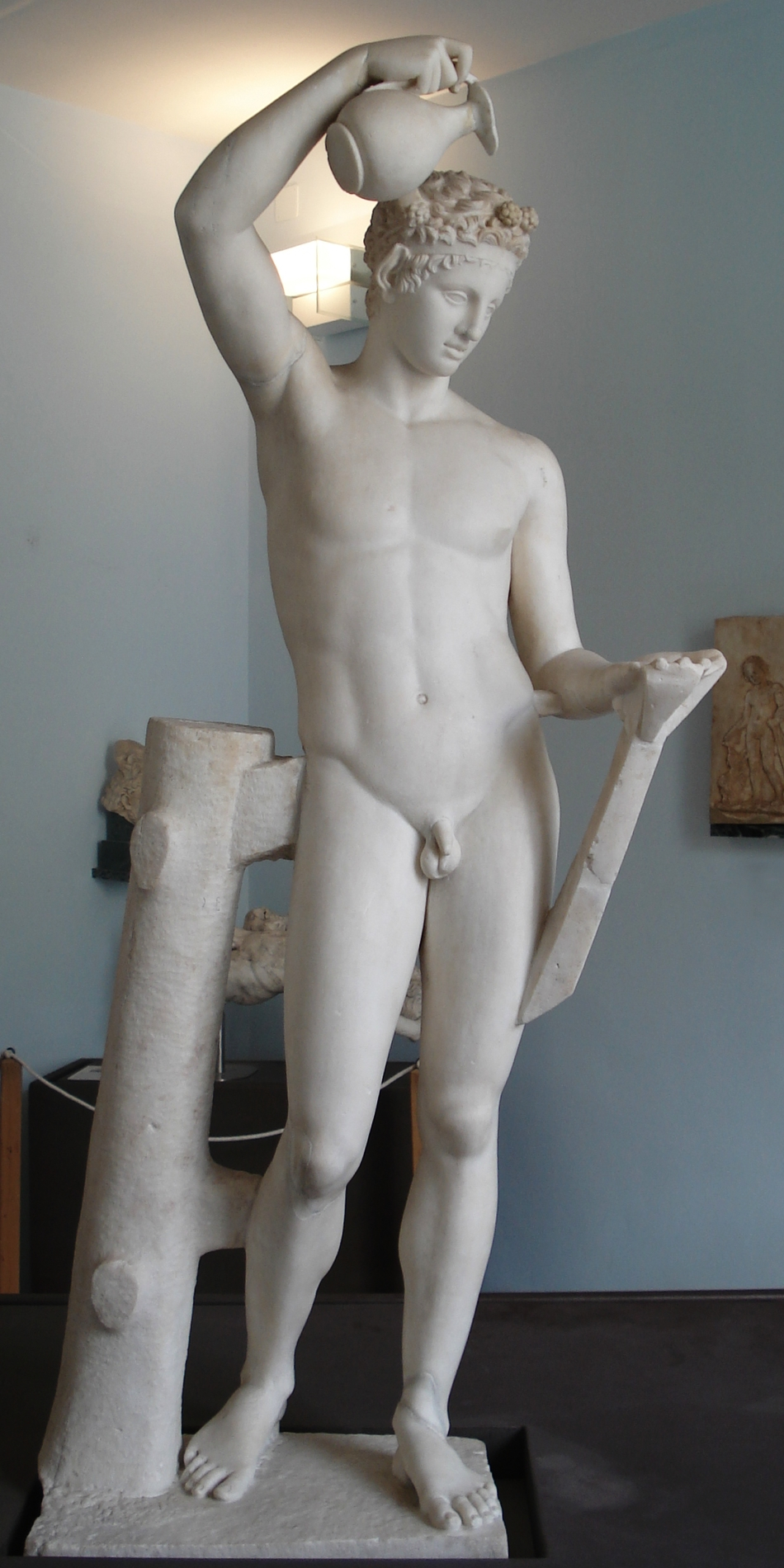
El Sátiro escanciador de Torre del Greco, Museo arqueológico Antonio Salinas (Palermo).

El estilo del efebo remite, sin duda, al segundo clasicismo. Su encanto y su gracia recuerda el estilo de Praxíteles: por la inclinación de las caderas, el modelado de los músculos, la edad del modelo y la inclinación de la cabeza, la estatua se parece al tipo del Sátiro escanciador. La elección del material no es incompatible con una atribución praxiteliana: si el maestro ateniense trabajó principalmente el mármol, las fuentes antiguas indican que también destacó en el bronce. En consecuencia, a pesar de la ausencia de toda referencia literaria al efebo, la estatua se ha atribuido a la mano de Praxíteles o de su taller. También se ha propuesto verla como obra del hijo de Praxíteles, Cefisodoto el Joven y Timarco, lo que permitiría reflejar la postura claramente praxiteliana y las desviaciones con respecto al estilo del maestro: se ha podido detectar en la obra la influencia de Lisipo. Otros han destacado que la composición se inscribe más en tres dimensiones como las obras atribuidas a Praxíteles, sobre todo el Sátiro escanciador Algunos comentaristas creen que el bronce, aunque agradable, no está al nivel de una obra maestra, el bronce se situaría simplemente en la influencia de Praxíteles. Por último, la datación de la obra como un original del último cuarto del siglo IV a. C., que fue objeto de un amplio consenso, ha sido también discutida. El bronce de hecho se asemeja a una estatua de un servidor típico, como los que se han encontrado en las casas de Pompeya, en particular debido a la representación más pequeña que al natural, a la pose y a la ausencia de atributos. En lugar de ser un original griego transformado en la época romana, el efebo podría ser una obra creada en la época imperial a imitación del estilo del segundo clasicismo. El caso no sería aislado: el bronce llamado el Efebo de Toledo fue atribuido a la escuela de Policleto, hasta que un análisis técnico exhaustivo demostrara una datación posterior al siglo II d. C. Por tanto, un análisis técnico del bronce del efebo sería necesario para zanjar la cuestión.